# Knut Risan
Knut Risan (Trondheim, 19 de fevereiro de 1930 - Oslo, 1 de fevereiro de 2011) foi um ator norueguês.